# Juan Luis Guerrero
Juan Luis Guerrero fue un escultor español del siglo XX, que realizó parte de su obra en Andalucía.
En la ciudad de Sevilla realizó un grupo importante de obras: en 1910 colaboró con José Gil para realizar un nuevo paso para el misterio de Nuestro Padre Jesús de la Sentencia de la Hermandad de la Esperanza Macarena, para el que aportó los querubines. Tres años más tarde realizó unas nuevas manos para la imagen de Nuestra Señora de la Victoria de la Hermandad de las Cigarreras, y en 1915 restauró el cristo realizado en 1677 por Cristóbal Pérez, de la Hermandad de la Sagrada Mortaja de Sevilla, que sufrió daños en un incendio fortuito habido en la entonces sede de la hermandad, la iglesia de Santa Marina. También fue obra suya un grupo escultórico de la Divina Pastora con el Niño Jesús en brazos, para la capilla de San José, también en Sevilla.